# Ipala
Ipala – miasto w południowo-wschodniej części Gwatemali w departamencie Chiquimula, leżące w odległości 34 km na południowy zachód od stolicy departamentu i 30 km od granicy państwowej z Salwadorem. Miasto jest siedzibą władz gminy o tej samej nazwie, która w 2012 roku liczyła 20 008 mieszkańców. Gmina jest średniej wielkości, a jej powierzchnia obejmuje 228 km².